# Роберто Тоцці
Роберто Тоцці  (італ. Roberto Tozzi, 17 грудня 1958) — італійський легкоатлет, олімпійський медаліст.

## Виступи на Олімпіадах
| Олімпіада         | Дисципліна              | Місце     |
| ----------------- | ----------------------- | --------- |
| Москва 1980       | біг на 400 метрів       | 5 h4 r2/4 |
| Москва 1980       | естафета 4 x 400 метрів | 3         |
| Лос-Анджелес 1984 | естафета 4 x 400 метрів | 5         |